# Sherford (wieś)
Sherford – wieś w Anglii, w Devon. W 1961 wieś liczyła 258 mieszkańców. Sherford jest wspomniana w Domesday Book (1086) jako Sireford/Sirefort/Sireforda